# Eburodacrys havanensis
Eburodacrys havanensis es una especie de escarabajo longicornio del género Eburodacrys, tribu Eburiini, subfamilia Cerambycinae. Fue descrita científicamente por Chevrolat en 1862.

## Descripción
Mide 10-18,6 milímetros de longitud.

## Distribución
Se distribuye por Bolivia, Brasil, Colombia, Costa Rica, Cuba, Guatemala, Honduras, México, Nicaragua, Panamá, Paraguay y Venezuela.